# Danica Cigoj Kuščer
Danica Cigoj-Kuščer, slovenska slikarka samoukinja, * 22. marec 1923, Kamnje, Ajdovščina, † 17. marec 2007, Nova Gorica (pokopana v Ajdovščini).

## Življenje in delo
Živela je v Trbižu, in Mariboru, med 2. svetovno vojno v Ljubljani in Trstu, po 8. septembru 1943 v Vipavskem Križu. Tu je poučevala na osnovni šoli, po osvoboditvi pa je bila zaposlena na Zavodu za socialno zaposlovanje v Ajdovščini, ter od 1957 do upokojitve 1974 v Tolminu.
S slikarstvom se je ukvarjala že v osnovni šoli. Prvi pouk ji je dal oče Anton Cigoj, tudi slikar samouk. Bila je članica Kluba slikarjev-amaterjev »Nikolaj Pirnat« v Novi Gorici, v okviru katerega je večkrat skupinsko razstavljala. Imela pa je tudi več samostojnih razstav. Posvetila se je predvsem pejsažu, slika pa tudi tihožitja in cvetje v akvarelu, temperi in olju. Večkrat je pomagala očetu, pri poslikavi cerkva. Njene slike so zastopane v galeriji na gradu Kromberk.